# Symphysodontella convoluta
Symphysodontella convoluta là một loài Rêu trong họ Pterobryaceae. Loài này được (Dozy & Molk.) M. Fleisch. miêu tả khoa học đầu tiên năm 1908.